# Darién (regio)

Locatie van de Darienregio.

Darién, ook wel bekend als de Darien Gap (Engels) en Tapón del Darién (Spaans), is een groot en extreem moeilijk begaanbaar gebied bestaande uit moerasland en oerwoud op de grens van Panama en Colombia. Het wordt wel aangemerkt als de grens tussen Centraal- en Zuid-Amerika. Het gebied op Panamese bodem is ook beschermd als Nationaal Park Darién, het gedeelte in Colombia behoort tot het Nationaal Park Los Katíos. Door het gebied loopt de rivier de Atrato.
Door de Darién lopen geen wegen, waardoor het gebied een onderbreking van 110 kilometer vormt in de Pan-Amerikaanse snelweg die de uiteinden van de continenten Noord-Amerika en Zuid-Amerika met elkaar verbindt. Bij de stad Yaviza aan de Panamese kant eindigt de Pan-Amerikaanse autobaan. Aan de Colombiaanse kant gaat hij weer verder. Plannen om een verbindingsweg door de regio te leggen zijn nooit uitgevoerd en het transport vindt daarom te voet of per kano plaats.
De Darién kent een wijdvertakt netwerk van voetpaden. Het is daardoor mogelijk om te voet het gebied te doorkruisen, waarbij rivieren in bootjes of zwemmend moeten worden overgestoken. Enkele expedities slaagden erin om het gebied per motor, terreinwagen of fiets te doorkruisen. Een oversteek over land wordt echter zelden ondernomen, vanwege de guerrilla-activiteiten in het gebied.
Er bevinden zich een talrijke militairen en drugsdealers waardoor het gebied onveiliger wordt.

## Geschiedenis
Toen in 1903 in Panama een door de Verenigde Staten gesteunde revolutie uitbrak konden de troepen van Groot-Colombia, waar Panama destijds onderdeel van was, niet ingrijpen. Hun schepen werden op zee tegengehouden door de Amerikaanse marine en een voettocht door de Dariénregio was onmogelijk.

## Migratie
De Darién Gap route van 120 km is een van de gevaarlijkste migratieroutes ter wereld. Het gebied is moeilijk begaanbaar, er leven tal van dodelijke dieren en planten en het grootste Colombiaanse kartel maakt er de dienst uit. Zij gebruiken de routes voor drugs, wapen- en mensensmokkel en deinzen niet terug voor overvallen en geweld. In vijf tot tien dagen lopen mensen onder leiding van gidsen de tocht door de verstikkende hitte, wilde rivieren, moerassen en modder. Het risico op uitputting of verdrinking is groot en schoon drinkwater of eten is niet of zeer beperkt te vinden. Wie de groep kwijtraakt of niet bijhoudt, loopt zeer grote kans te verdwalen. In een groot deel van het gebied is geen bereik voor mobiele telefoons, dus is het onmogelijk hulp in te roepen. De migranten zetten hun leven op het spel, met als doel de Verenigde Staten te bereiken. Daar willen ze een nieuwe toekomst voor zichzelf en hun kinderen opbouwen. Onderdeel van de route is de Montaña de la Muerte (de berg des doods). De route eindigt bij het immigratiecentrum in Bajo Chiquito. 
Volgens de Panamese overheid gebruikten in 2022  250.000 migranten deze route, waarbij er 36 personen om het leven kwamen. Het werkelijke aantal doden is waarschijnlijk vele malen hoger, omdat velen nooit gevonden worden of nooit in de cijfers terechtkomen. In januari t/m maart 2023 gebruikten al meer dan 87.000 migranten deze route, waardoor de verwachting voor 2023 in totaal 450.000 is. Onder de migranten zijn ook ouderen en kinderen.
In november 2022 is een cameraploeg van het Nederlandse programma Fight or flight (gepresenteerd door Sahil Amar Aïssa) meegelopen op de Darién Gap route om verhalen vast te leggen van migranten. De aflevering is uitgezonden op 2 mei 2023 en een verslag is online te vinden. In februari 2023 deed een cameraploeg van CNN hetzelfde, zij hebben hier online een verslag van gepubliceerd.